# Apollo 1
Apollo 1, misja oficjalnie oznaczona jako Apollo/Saturn-204 – planowana jako pierwsza załogowa misja programu Apollo, której start ustalono na luty 1967 roku. Będąc załogowym lotem próbnym, miała stanowić rozpoczęcie programu Apollo. 27 stycznia 1967 roku podczas jednego z testów przedstartowych umieszczony na wyrzutni moduł dowodzenia uległ zniszczeniu w wyniku pożaru, a cała trzyosobowa załoga zginęła. Śmierć ponieśli: dowódca Virgil Grissom, Edward Higgins White i Roger Chaffee.
Do wypadku doszło w kompleksie startowym LC-34 na przylądku Canaveral. Przyczyny pożaru nie udało się jednoznacznie ustalić. Załogowa faza projektu została opóźniona o dwadzieścia miesięcy, zanim problemy ujawnione po wypadku zostały rozwiązane. Rakieta nośna Saturn IB (Saturn/Apollo-204) została użyta później w pierwszym bezzałogowym locie testowym modułu księżycowego, Apollo 5.

## Załoga
| Pozycja        | Astronauta           | Foto           |
| -------------- | -------------------- | -------------- |
| Dowódca Pilot  | Virgil "Gus" Grissom | Virgil Grossom |
| Pierwszy Pilot | Edward Higgins White | Edward White   |
| Drugi Pilot    | Roger Chaffee        | Roger Chaffee  |

## Załogi rezerwowe
| Pozycja                              | Astronauta        | Foto                |
| ------------------------------------ | ----------------- | ------------------- |
| Dowódca Pilot                        | James McDivitt    | James McDivitt      |
| Pierwszy Pilot                       | David Scott       | David Scott         |
| Drugi Pilot                          | Rusty Schweickart | Russell Schweickart |
| Załoga brała udział w misji Apollo 9 |                   |                     |

| Pozycja                              | Astronauta        | Foto              |
| ------------------------------------ | ----------------- | ----------------- |
| Dowódca Pilot                        | Wally Schirra     | Walter Schirra    |
| Pierwszy Pilot                       | Donn F. Eisele    | Donn Eisele       |
| Drugi Pilot                          | Walter Cunningham | Walter Cunningham |
| Załoga brała udział w misji Apollo 7 |                   |                   |

## Tło misji

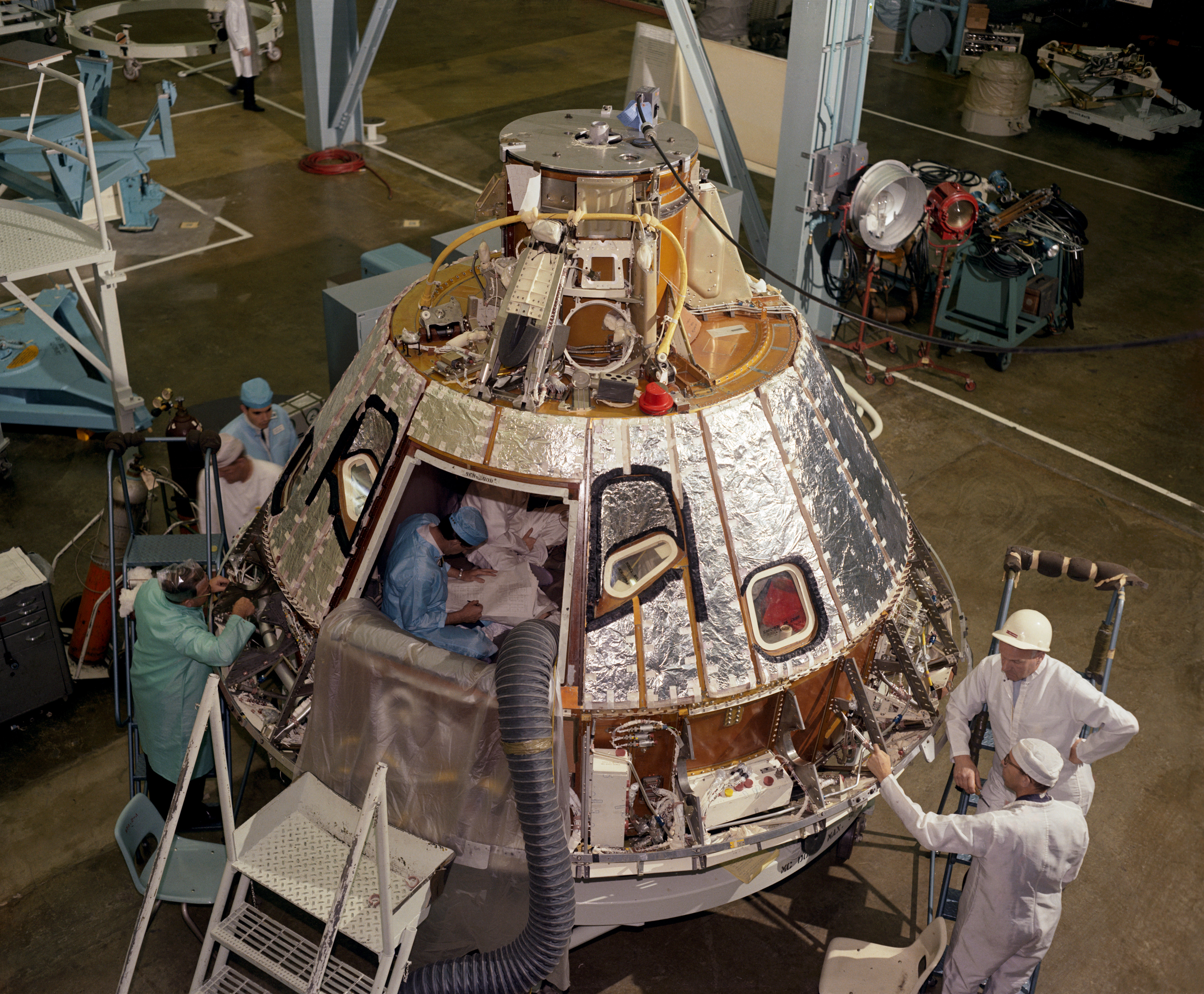
Moduł dowodzenia podczas przygotowania do instalacji pokrywy żaroodpornej przedziału załogowego

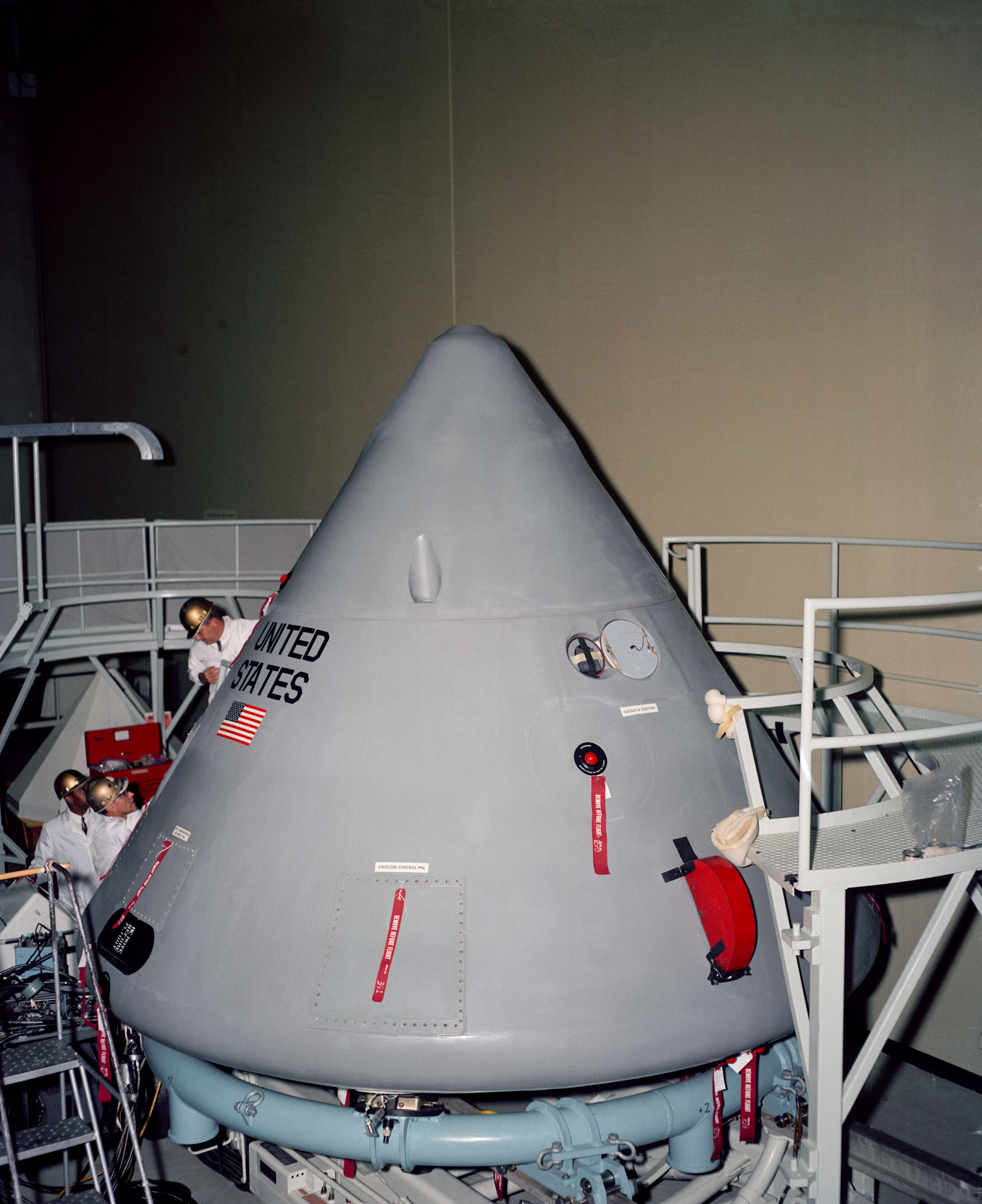
Moduł dowodzenia w wersji Block I

Apollo/Saturn-204 był pierwszym planowanym, załogowym lotem Modułu Dowodzenia/Serwisowego (ang. CSM – Command Service Module) na niską orbitę okołoziemską. Do jego wyniesienia miała być wykorzystana rakieta Saturn IB.
Moduł dowodzenia CM-012 statku kosmicznego Apollo był wczesnym projektem, określanym jako Block I – powstał, gdy nie były jeszcze opracowane techniki lądowania modułu księżycowego. W tej wersji modułu dowodzenia nie było wyposażenia umożliwiającego połączenie z modułem księżycowym. Dodanie włazu dokowania przewidywano w późniejszej konstrukcji – Block II, zgodnie z wnioskami, jakie spodziewano się uzyskać z doświadczeń z wersją Block I. Planowaną misję dwuosobowego pojazdu Block I anulowano pod koniec roku 1966.
Misję Apollo/Saturn-204 zaplanowano na 21 stycznia 1967 roku (minął wtedy poprzedni termin wyznaczony na ostatni kwartał roku 1966), obawiano się bowiem, że pierwszy lot Apollo będzie kolidować z ostatnim lotem programu Gemini. Lot miał trwać, zależnie od wyników, do 14 dni i stanowić test operacji startu, naziemnego śledzenia lotu i działania urządzeń sterowania. Kontynuacją misji Apollo/Saturn-204 miały być dwie kolejne – latem i jesienią 1967 roku. Podczas pierwszej z nich, rakieta Saturn IB miała wynieść CSM, Block II, równolegle drugi Saturn IB miał wynieść bezzałogowy moduł księżycowy LM w celu przetrenowania manewrów spotkania i dokowania na niskiej orbicie okołoziemskiej. W drugiej misji moduły dowodzenia/serwisowy CSM i księżycowy LM miały być wyniesione razem przez rakietę Saturn V na średnią orbitę okołoziemską.

## Konstrukcyjne problemy z modułem dowodzenia

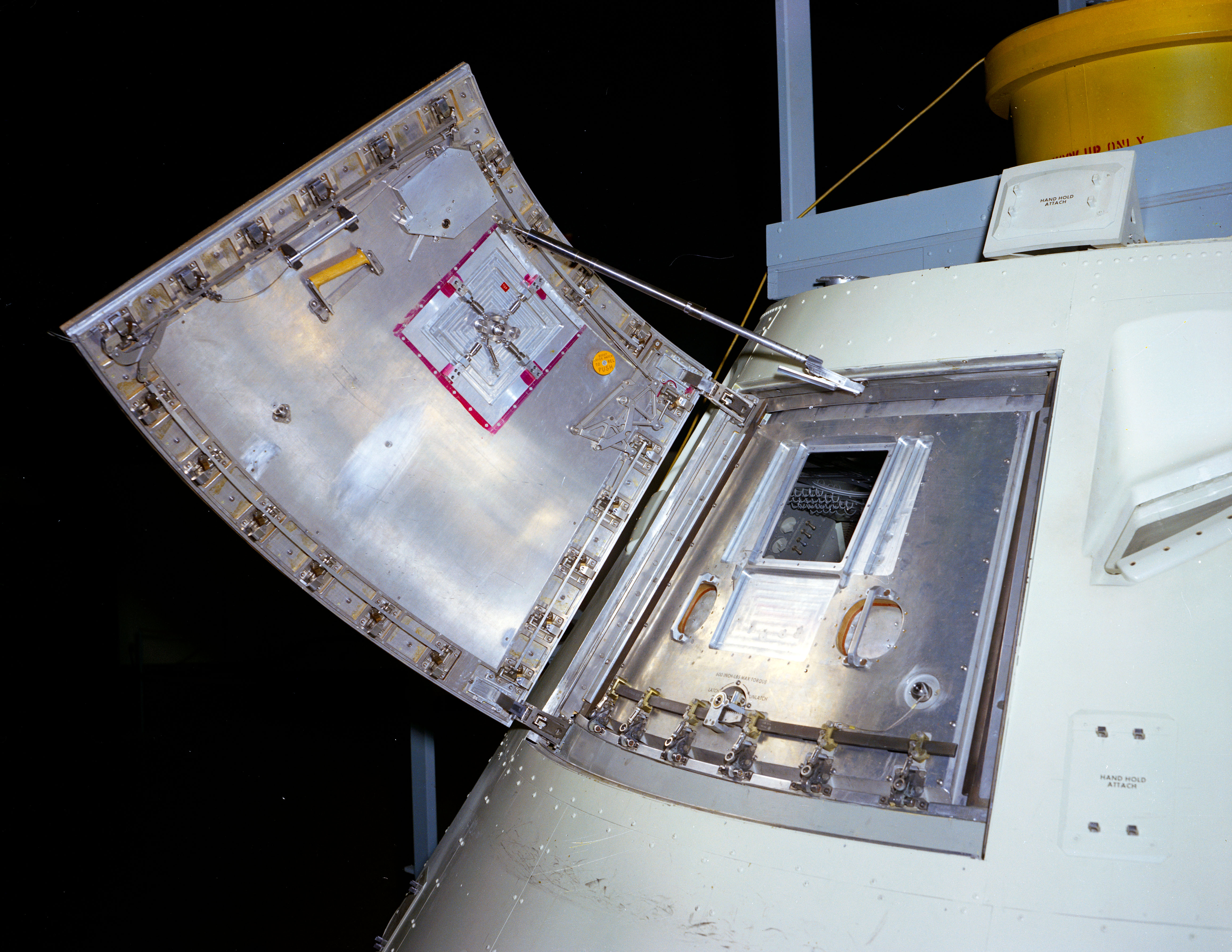
Kabina modułu dowodzenia z otwartą zewnętrzną częścią włazu

Moduł dowodzenia statku kosmicznego Apollo był najbardziej złożonym elementem, jaki do tej pory skonstruowano. Jego budową zajmowała się amerykańska wytwórnia lotnicza North American Aviation, sugerująca początkowo, że właz wejściowy modułu dowodzenia powinien być wyposażony w zamki z ładunkami pirotechnicznymi, pozwalającymi na szybkie otwarcie luku w sytuacjach awaryjnych. NASA nie wyrażała zgody, obawiając się, iż zastosowanie zamków pirotechnicznych może doprowadzić do niezamierzonego otwarcia włazu, jak to miało miejsce w kapsule Liberty Bell 7, podczas misji Mercury-Redstone 4. Przed pożarem modułu dowodzenia Apollo 1, astronauci opowiadali się za włazem otwieranym na zewnątrz. NASA twierdziła później, że astronauci myśleli o łatwości wyjścia/wejścia podczas spacerów kosmicznych i opuszczenia CM po wodowaniu, a nie o bezpieczeństwie.
Firma North American Aviation sugerowała użycie w atmosferze modułu dowodzenia CM mieszanki tlenowo-azotowej takiej, jaka jest na powierzchni Ziemi. NASA protestowała przeciw takiemu składowi mieszanki oddechowej, powołując się na zwiększone ryzyko wystąpienia choroby dekompresyjnej powodującej utratę przytomności, a nawet śmierć w przypadku losowej dekompresji. Urzędnicy NASA zapewniali, że atmosferę czystego tlenu stosowano bez wypadków w programach Mercury i Gemini (niedokładnie tak było: pożar i jednocześnie niemożność szybkiego otwarcia włazu były znanymi problemami) i dowodzili, iż czysty tlen z powodzeniem można zastosować w statku kosmicznym Apollo. Ważnym argumentem był też fakt, iż użycie czystego tlenu zmniejszało wagę modułu dowodzenia.
CM 012 dostarczono do NASA wraz ze 113 niezrealizowanymi, a uprzednio zaplanowanymi, ważnymi zmianami technicznymi. Dalsze 623 zmiany techniczne wprowadzono już po dostarczeniu modułu. Załoga wyraziła poważne zaniepokojenie dotyczące zagrożenia pożarem. W dokumentalnym filmie BBC „NASA: Triumf i tragedia” James McDivitt powiedział, że NASA nie orientowała się, jak 100% tlenowa atmosfera modułu wpłynie na spalanie. Podobne uwagi innych astronautów przedstawiono w dokumencie zatytułowanym „W cieniu Księżyca”.

## Przebieg wypadku

### Test odłączenia kabli zewnętrznych
27 stycznia 1967 roku została przeprowadzona symulacja startu, oficjalnie uważana za względnie bezpieczną, ponieważ rakieta Saturn IB nie była załadowana paliwem. Test polegał na odłączeniu wszystkich zewnętrznych kabli i przewodów od statku kosmicznego i sprawdzeniu, czy zestaw będzie działał na zasilaniu z akumulatorów. Po pomyślnym przejściu tego testu statek kosmiczny byłby gotów do startu 21 lutego 1967 roku.
O godzinie 1:00 po południu (18:00 GMT) astronauci weszli do modułu dowodzenia, zostali przypięci do stanowisk, podłączeni do systemów statku kosmicznego w przygotowaniu do testu odłączenia instalacji naziemnej i przejścia na układy wewnętrzne. Od razu wystąpiły problemy. Kwaśny zapach maślanki, który pojawił się w powietrzu modułu, opóźnił symulację startu aż do godziny 2:42. Trzy minuty później właz został zamknięty i czysty tlen zaczął wypierać powietrze z modułu.
Dalsze problemy dotyczyły epizodów związanych z przepływem tlenu pod zbyt dużym ciśnieniem przez skafandry astronautów. Pojawiły się trudności z uzyskaniem łączności pomiędzy załogą statku kosmicznego, pokojem kontroli misji, budynkiem kontroli działania załogowego statku kosmicznego i kompleksu startowego 34. Kłopoty z łącznością spowodowały opóźnienie symulacji do godz. 5:40. Większość operacji wchodzących w zakres przedstartowego odliczania była pomyślnie zrealizowana do godziny 6:30, lecz odliczanie zostało wstrzymane w momencie T minus 10 minut, kiedy jeszcze do modułu dowodzenia były podłączone wszystkie kable i przewody startowe, nadal próbowano rozwiązać problemy z łącznością.

### Pożar

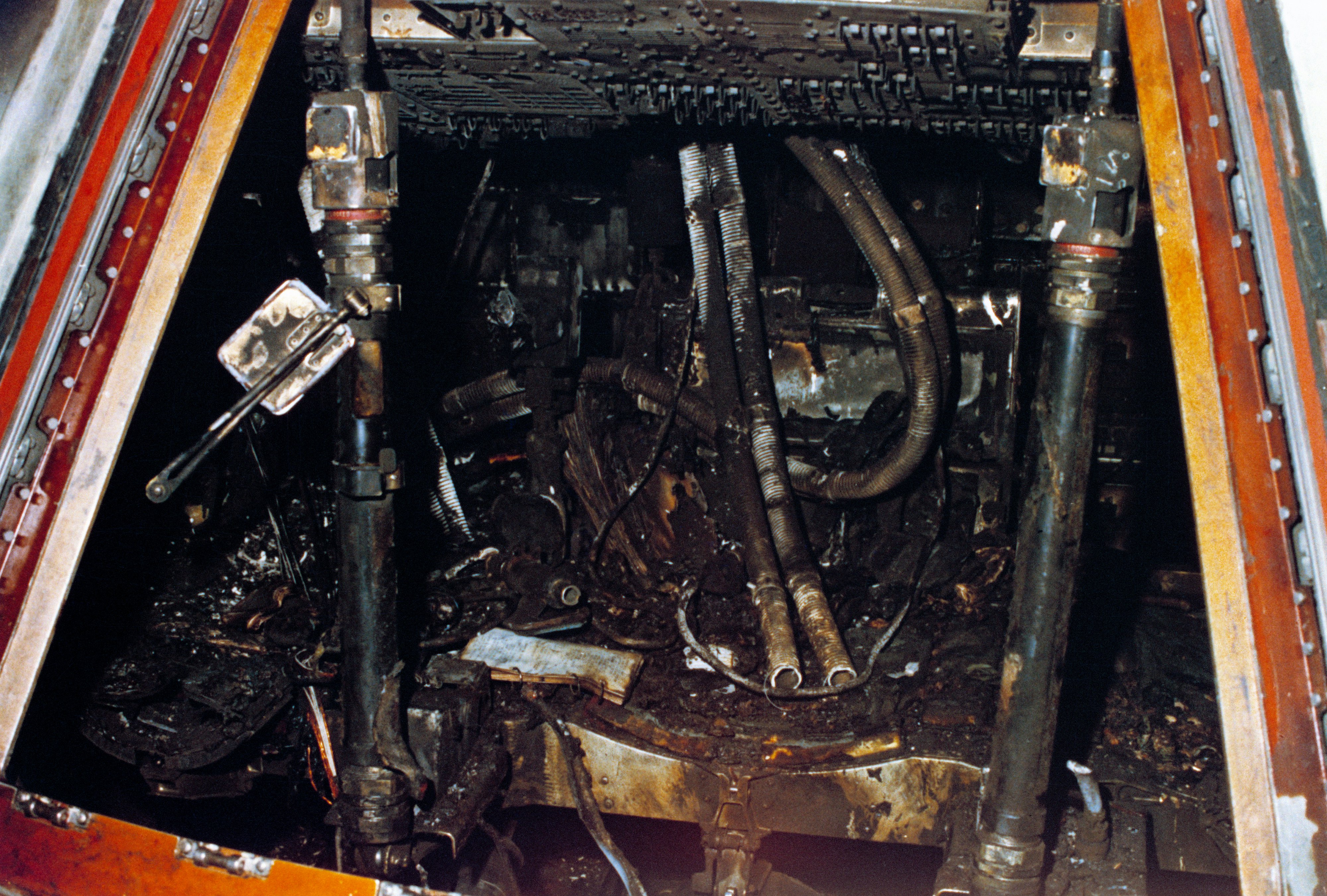
Wnętrze modułu dowodzenia statku kosmicznego Apollo/Saturn 204 po pożarze

Załoga w module dowodzenia leżała na swoich stanowiskach sprawdzając listę kontrolną, kiedy o 6:30:54 (23:30:54 GMT) został zapisany chwilowy zanik napięcia. Dziesięć sekund później (o 6:31:04) Chaffee powiedział, "Hej..." Następnie było słychać odgłosy szamotania i po trzech sekundach krzyknął "Pożar!". Następnie Chaffee zawołał "Mamy pożar w kokpicie," a White potwierdził "Pożar w kokpicie!". Po 12 sekundach Chaffee krzyczał: "Mamy groźny pożar! Wydostańcie nas! Palimy się! Jesteśmy w ogniu!". Niektórzy świadkowie mówili, że widzieli Eda White'a na monitorach telewizyjnych jak dotarł do uchwytu włazu usiłując go otworzyć, jak płomienie w kabinie rozprzestrzeniały się od lewej do prawej, liżąc szyby okienne. Następnie komunikacja z kapsułą została zerwana, a po 14 sekundach od pierwszej informacji od załogi o pożarze, ciśnienie wzrosło do ok. 2 atm, doprowadzając do pęknięcia kabiny.
Intensywny żar, gęsty toksyczny dym, niewydolne maski przeciwgazowe, fale uderzeniowe eksplozji z kabiny modułu dowodzenia, utrudniały wysiłki naziemnych grup ratunkowych. Istniała obawa, że pożar modułu dowodzenia może uruchomić ucieczkowe rakiety ratunkowe (LES) na paliwo stałe, zabijając prawdopodobnie obsługę naziemną w pobliżu. Minęło pięć minut, zanim otworzono wewnętrzny i zewnętrzny właz, procedura otwierania składała się z trzech wielostopniowych zapadek. Podczas otwierania włazów, pożar w module dowodzenia się wypalił. Chociaż światło w kabinie nadal działało, drużyny naziemne nie mogły znaleźć astronautów. Kiedy dym nieco się przerzedził, znaleziono ciała, ale nie można było ich ruszyć. Wysoka temperatura stopiła nylonowe kosmiczne kombinezony astronautów z wężami łączącymi ich z systemem podtrzymywania życia. Ciało Grissoma leżało po prostu na pokładzie. Kombinezony jego i White'a były stopione razem. Ciało Eda White'a leżało na centralnym stanowisku. Według protokołu misji jego zadaniem było otwarcie włazu otwierającego się do wewnątrz, co było niemożliwe ze względu na ciśnienie wewnątrz modułu, które było wyższe od ciśnienia zewnętrznego (atmosferycznego). Zadaniem Chaffee`ego było wyłączenie wszystkich systemów statku kosmicznego z wyjątkiem łączności. Jego ciało nadal było przypięte pasami bezpieczeństwa do prawego stanowiska.

## Następstwa
Zgodnie z wynikami komisji powypadkowej, Grissom odniósł oparzenia III stopnia na 1/3 części powierzchni ciała a jego skafander kosmiczny był poważnie zniszczony. White odniósł poparzenia III stopnia na połowie powierzchni ciała, a czwarta część jego skafandra została stopiona. Chaffee odniósł poparzenia III stopnia na jednej czwartej powierzchni ciała. Jak wykazało dochodzenie astronauci ponieśli śmierć poprzez uduszenie.

### Przyczyny pożaru
Ponieważ moduł dowodzenia (CM) był tak zaprojektowany, aby wytrzymał zewnętrzne ciśnienie próżni kosmicznej, test odłączenia kabli został uruchomiony z ciśnieniem 1100 hPa wewnątrz kabiny, prawie 140 hPa powyżej ciśnienia nad poziomem morza i blisko górnej granicy pomiarowej urządzeń w statkach kosmicznych. Stanowiło to gęstość tlenu 5 razy większą niż w statkach kosmicznych programów Mercury i Gemini. Obserwując wyniki światowych badań nad sztucznymi środowiskami bogatymi w tlen, należy zauważyć, że w wielu przypadkach, w podobnym środowisku, zawierającym 100% tlenu pod tak wysokim ciśnieniem, materiały normalnie uważane za niełatwopalne, potrafiły się spontanicznie zapalić. Dochodzenie wykazało też wiele przykładów niespełniających obowiązujących standardów dotyczących elementów okablowania i instalacji hydraulicznej modułu dowodzenia. Pożar mógł więc powstać od iskry powstałej gdzieś w ponad 25 kilometrach kabli w module dowodzenia.
Komisja śledcza zauważyła miedziany drut platerowany srebrem znajdujący się blisko centrum foteli astronautów pozbawiony teflonowej izolacji, zdartej poprzez wielokrotne otwieranie i zamykanie włazu, który mimo to przeszedł kontrolę jakości. Ten słaby punkt w okablowaniu przebiegał w pobliżu skrzyżowania z linią chłodzącą wodno-glikolową, znaną z jej skłonności do przeciekania. Przepływ prądu przez taki wyciek stwarzał poważne zagrożenie jego silnego rozgrzania się i zapłonu w atmosferze tlenu pod podwyższonym ciśnieniem.
W module dowodzenia zainstalowano 3,2 m² rzepowej posadzki Velcro. Materiał ten łatwo ulega gwałtownemu spalaniu w atmosferze tlenu pod podwyższonym ciśnieniem. W kabinie zidentyfikowano 31 kg niemetalicznych materiałów łatwopalnych.
W 1968 roku zespół fizyków z MIT przybył na przylądek Kennedy'ego i wykonał testy wyładowań statycznych w module dowodzenia CM-103, który był przygotowywany do startu w misji Apollo 8.
Przy pomocy elektroskopu zmierzono przybliżoną energię statycznych rozładowań powodowanych przez testową załogę ubraną w nylonowe skafandry kosmiczne i leżących na nylonowych rozkładanych fotelach.
Naukowcy znaleźli źródła o energii wystarczającej do zapłonu. Rozładowywania ładunków elektrycznych następowały wielokrotnie, gdy członkowie załogi pocierali skafandry o fotele, a następnie dotykali aluminiowych paneli.
Jednakże źródła zapłonu pożaru Apollo 1 nigdy oficjalnie nie określono.

### Modernizacja Modułu Dowodzenia
Po pożarze program Apollo zawieszono do czasu zakończenia przeglądu i modernizacji. Z perspektywy czasu projekt Modułu Dowodzenia uznano za niezrozumiały i skrajnie niebezpieczny, a w niektórych przypadkach niedbale zmontowany (zagubiony komplet kluczy nasadowych znaleziono w CM). W projekcie dokonano zmian.
- Skład atmosfery kabiny CM w czasie startu został zmieniony do następujących proporcji: 60% O2, 40% N2 z ciśnieniem takim jak na poziomie morza (1013 hPa). Zakładano, że w czasie wznoszenia ciśnienie miałoby szybko spadać do 350 hPa, uwalniając 2/3 tlenu i azotu obecnego podczas startu. Następnie obniżanie ciśnienia miałoby być wstrzymane i pozostawione na poziomie 350 hPa, podczas gdy na zewnątrz CM ciśnienie spadałoby aż do osiągnięcia próżni. Następnie atmosfera kabiny miała być bardzo powoli wymieniona, tak aby stężenie azotu asymptotycznie spadło do zera (uwalniając azot do przestrzeni kosmicznej i jednocześnie napełniając kabinę 100% tlenem). Proces miałby trwać do następnego dnia. Chociaż atmosfera w nowej kabinie podczas startu stała się znacznie bezpieczniejsza niż 100% O2, ciągle jednak była bardziej niebezpieczna niż zwykła na poziomie morza (21% O2). Takie rozwiązanie było jednak konieczne w celu zapewnienia wystarczającego ciśnienia cząstkowego tlenu, kiedy astronauci zdejmą hełmy krótko po starcie. 60% nominalnego ciśnienia (z 350 hPa) równa się 210 hPa, co w przybliżeniu odpowiada ciśnieniu cząstkowemu tlenu w powietrzu na poziomie morza.
- Środowisko wewnątrz skafandrów astronautów nie było zmieniane. Z powodu gwałtownego spadku ciśnienia wewnątrz kabiny i skafandrów podczas wznoszenia, wystąpienie choroby dekompresyjnej było całkiem prawdopodobne, jeżeli przed startem nie przeprowadzono u astronautów usunięcia azotu z ich tkanek. Aby uzyskać całkowitą pewność uniknięcia choroby dekompresyjnej astronauci powinni byli zacząć oddychanie czystym tlenem parę godzin przed startem, kontynuować to oddychanie bez przerwy podczas startu i w czasie lotu, aż do osiągnięcia orbity.
- Właz został kompletnie przekonstruowany do otwierania na zewnątrz w czasie mniejszym niż jedna sekunda. W tym celu użyto naboju ze sprężonym azotem do zwolnienia mechanizmu otwierania włazu w przypadku zagrożenia, w odróżnieniu od pirotechnicznych sworzni ścinanych wybuchowo stosowanych w programie Merkury.
- Elementy z materiałów łatwopalnych zostały zastąpione materiałami samogasnącymi.
- Elementy okablowania i hydrauliki pokryte zostały izolacją termiczną.
- Zostało rozwiązanych 1407 problemów związanych z okablowaniem.
- Nylonowe skafandry zostały zastąpione skafandrami wykonanymi z tkaniny ognioodpornej, nietopliwej pod wpływem wysokiej temperatury i pokrytej teflonem[4][14].

### Poprzedni incydent
W marcu 1961 roku radziecki kosmonauta Wałentyn Bondarenko poniósł śmierć w pożarze w izolowanej komorze wypełnionej tlenem. Związek Radziecki ukrywał tę tragedię przez ponad 20 lat.

### Miejsca pochówku
Gus Grissom i Roger Chaffee zostali pochowani na Narodowym Cmentarzu w Arlington. Edd White został pochowany na cmentarzu akademii West Point w stanie Nowy Jork.

### Pozostałości CM 012

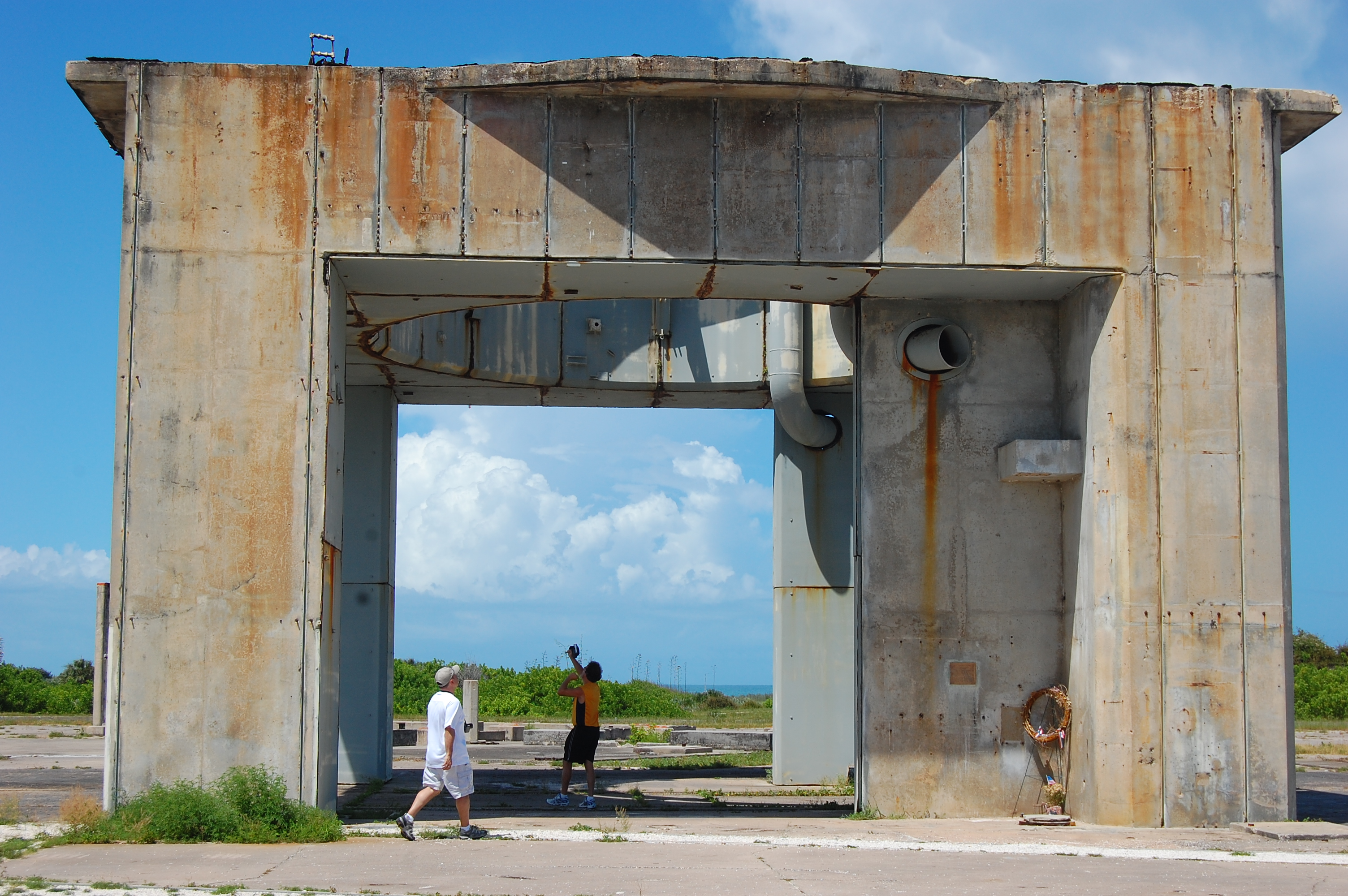
Pozostałości kompleksu startowego nr 34 na przylądku Cape Canaveral

Moduł dowodzenia Apollo 1 nigdy nie był publicznie wystawiany. Po pożarze został on wymontowany i zabrany do Centrum Lotów Kosmicznych, w celu przeprowadzenia dochodzenia wyjaśniającego przyczyny pożaru. Po zakończeniu dochodzenia przeniesiono go do NASA Langley Research Center w Hampton, w Wirginii i umieszczono w chronionym magazynie. W lutym 2007 roku wrak CM-012 przeniesiono do nowszego magazynu. Parę tygodni wcześniej brat Gusa Grissoma publicznie zasugerował, aby CM-012 na stałe zabetonować w pozostałościach Kompleksu Startowego LC-34.